# Княжево (Дмитровський міський округ)
Кня́жево (рос. Княжево) — присілок у складі Дмитровського міського округу Московської області, Росія.

## Історія
У 1807 році у маєтку Катерини Семенівни Тургєнєвої гостював її син — майбутній декабрист М. І. Тургєнєв. У присілку 40 років служив колишній монах Миколо-Пешношського монастиря Олександр (Жемков).

## Населення
Населення — 1436 осіб (2010; 170 у 2002).
Національний склад (станом на 2002 рік):
- росіяни — 100 %